# Кубок Ірландії з футболу 2011
Кубок Ірландії з футболу 2011 — 91-й розіграш кубкового футбольного турніру в Ірландії. Переможцем вчетверте став Слайго Роверз.

## Календар
| Раунд        | Дата                                                         | Матчі | Клуби   |
| ------------ | ------------------------------------------------------------ | ----- | ------- |
| Перший раунд | 20 березня 2011, 26-28 березня 2011 (перегравання)           | 2+2   | 45 → 43 |
| Другий раунд | 15-17 квітня 2011, 23 квітня - 1 травня 2011 (перегравання)  | 11+3  | 43 → 32 |
| 1/16 фіналу  | 3-5 червня 2011, 6 червня 2011 (перегравання)                | 16+1  | 32 → 16 |
| 1/8 фіналу   | 26-29 серпня 2011, 30 серпня - 5 вересня 2011 (перегравання) | 8+3   | 16 → 8  |
| 1/4 фіналу   | 16 вересня - 3 жовтня 2011, 20 вересня 2011 (перегравання)   | 4+1   | 8 → 4   |
| 1/2 фіналу   | 14-16 жовтня 2011, 17 жовтня 2011 (перегравання)             | 2+1   | 4 → 2   |
| Фінал        | 6 листопада 2011                                             | 1     | 2 → 1   |

## Перший раунд
| Команда 1       | Рахунок | Команда 2       |
| --------------- | ------- | --------------- |
| 20 березня 2011 |         |                 |
| Драмкондра      | 1:1     | Гліб Нот        |
| Бангор Селтік   | 0:0     | Блубелл Юнайтед |

Перегравання
| Команда 1       | Рахунок | Команда 2     |
| --------------- | ------- | ------------- |
| 26 березня 2011 |         |               |
| Блубелл Юнайтед | 0:2     | Бангор Селтік |
| 28 березня 2011 |         |               |
| Гліб Нот        | 2:0     | Драмкондра    |

## Другий раунд
| Команда 1         | Рахунок | Команда 2       |
| ----------------- | ------- | --------------- |
| 15 квітня 2011    |         |                 |
| Рокмаунт          | 1:4     | Нью Росс Селтік |
| 16 квітня 2011    |         |                 |
| Трейлі Дайнамос   | 0:0     | Югхал Юнайтед   |
| Ков Рамблерс      | 1:2     | Черрі Орчард    |
| 17 квітня 2011    |         |                 |
| Евертон АФК       | 2:0     | Фанад Юнайтед   |
| Сакред Гарт       | 2:1     | Карлоу          |
| Белгроув          | 0:1     | Мідлтон         |
| Гліб Нот          | 0:1     | Дуглас Холл     |
| Грейстоунс        | 1:1     | Бангор Селтік   |
| Коледж Корінтіанс | 0:1     | Шериф           |
| Ейвондейл Юнайтед | 1:1     | Пайк Роверс     |
| Сент-Майклс       | 0:2     | Крамлін Юнайтед |

Перегравання
| Команда 1      | Рахунок | Команда 2         |
| -------------- | ------- | ----------------- |
| 23 квітня 2011 |         |                   |
| Югхал Юнайтед  | 2:1     | Трейлі Дайнамос   |
| 24 квітня 2011 |         |                   |
| Бангор Селтік  | 0:2     | Грейстоунс        |
| 1 травня 2011  |         |                   |
| Пайк Роверс    | 3:2     | Ейвондейл Юнайтед |

## 1/16 фіналу
| Команда 1         | Рахунок | Команда 2            |
| ----------------- | ------- | -------------------- |
| 3 червня 2011     |         |                      |
| Солтхілл Девон    | 1:2     | Шериф                |
| Дрогеда Юнайтед   | 4:0     | Мерву Юнайтед        |
| Вотерфорд Юнайтед | 3:0     | Нью Росс Селтік      |
| Черрі Орчард      | 1:2     | ЮКД                  |
| Крамлін Юнайтед   | 0:3     | Сент-Патрікс Атлетік |
| Слайго Роверз     | 3:2     | Пайк Роверс          |
| Богеміан          | 3:0     | Дуглас Холл          |
| Мідлтон           | 0:2     | Корк Сіті            |
| Монахан Юнайтед   | 4:1     | Евертон АФК          |
| Вексфорд Ютс      | 4:1     | Деррі Сіті           |
| Лонгфорд Таун     | 0:0     | Фінн Гарпс           |
| Шемрок Роверс     | 4:0     | Атлон Таун           |
| 5 червня 2011     |         |                      |
| Грейстоунс        | 1:3     | Шелбурн              |
| Дандолк           | 4:1     | Голвей Юнайтед       |
| Югхал Юнайтед     | 1:3     | Брей Вондерерз       |
| Сакред Гарт       | 2:4     | Лімерик              |

Перегравання
| Команда 1     | Рахунок | Команда 2     |
| ------------- | ------- | ------------- |
| 6 червня 2011 |         |               |
| Фінн Гарпс    | 0:1     | Лонгфорд Таун |

## 1/8 фіналу
| Команда 1         | Рахунок | Команда 2            |
| ----------------- | ------- | -------------------- |
| 26 серпня 2011    |         |                      |
| Вотерфорд Юнайтед | 0:3     | Сент-Патрікс Атлетік |
| Брей Вондерерз    | 0:4     | Лімерик              |
| Дрогеда Юнайтед   | 1:1     | Дандолк              |
| Вексфорд Ютс      | 0:1     | Корк Сіті            |
| Шериф             | 0:3     | Шелбурн              |
| 27 серпня 2011    |         |                      |
| Лонгфорд Таун     | 1:3     | Богеміан             |
| Слайго Роверз     | 0:0     | Монахан Юнайтед      |
| 29 серпня 2011    |         |                      |
| Шемрок Роверс     | 2:2     | ЮКД                  |

Перегравання
| Команда 1       | Рахунок | Команда 2       |
| --------------- | ------- | --------------- |
| 30 серпня 2011  |         |                 |
| Дандолк         | 2:1     | Дрогеда Юнайтед |
| 31 серпня 2011  |         |                 |
| Монахан Юнайтед | 0:4     | Слайго Роверз   |
| 1 вересня 2011  |         |                 |
| ЮКД             | 0:6     | Шемрок Роверс   |

## 1/4 фіналу
| Команда 1       | Рахунок | Команда 2            |
| --------------- | ------- | -------------------- |
| 16 вересня 2011 |         |                      |
| Корк Сіті       | 0:1     | Сент-Патрікс Атлетік |
| Дандолк         | 0:0     | Богеміан             |
| 19 вересня 2011 |         |                      |
| Слайго Роверз   | 1:0     | Шемрок Роверс        |
| 3 жовтня 2011   |         |                      |
| Шелбурн         | 4:3     | Лімерик              |

Перегравання
| Команда 1       | Рахунок | Команда 2 |
| --------------- | ------- | --------- |
| 20 вересня 2011 |         |           |
| Богеміан        | 1:0 дч  | Дандолк   |

## 1/2 фіналу
| Команда 1      | Рахунок | Команда 2            |
| -------------- | ------- | -------------------- |
| 14 жовтня 2011 |         |                      |
| Шелбурн        | 1:1     | Сент-Патрікс Атлетік |
| 16 жовтня 2011 |         |                      |
| Богеміан       | 0:1     | Слайго Роверз        |

Перегравання
| Команда 1            | Рахунок | Команда 2 |
| -------------------- | ------- | --------- |
| 17 жовтня 2011       |         |           |
| Сент-Патрікс Атлетік | 1:3     | Шелбурн   |

## Фінал
| 6 листопада 2011 17:30 (EEST) |

| Слайго Роверз | 1:1 дч   | Шелбурн  |
| ------------- | -------- | -------- |
| Даворен 48'   | Протокол | Х'юз 30' |

| Авіва, Дублін Глядачів: 21 662 Арбітр: Річі Вінтер |

|                             |     | Пенальті                    |  |
| Дойл · Раян · Кін · Крітаро | 4:1 | Бермінгем · Доусон · Джеймс |  |